# Oscar-díj a legjobb koreográfusnak
A legjobb koreográfiáért járó Oscar-díjat csak három alkalommal osztották ki, 1935 és 1937 között, ezekben az években készültek a revüfilmek a nagy tánckarokkal. A későbbi időkben már kevesebb ilyen film készült, ezért elmaradt a díj odaítélése is.

## Díjak és jelöltek
1935 8. Oscar-gála
- Dave Gould – Broadway Melody (Broadway Melody of 1936) és Folies Bergère de Paris
  - All the King's Horses és The Big Broadcast of 1936 – LeRoy Prinz
  - Broadway Hostess – Bobby Connolly
  - Rivaldafény 1936 (Gold Diggers of 1935) – Busby Berkeley
  - King of Burlesque – Sammy Lee
  - She – Benjamin Zemach
  - Frakkban és klakkban (Top Hat) – Hermes Pan

1936 9. Oscar-gála
- A nagy Ziegfeld (The Great Ziegfeld) – Seymour Felix
  - Born to Dance – Dave Gould
  - Cain and Mabel – Bobby Connolly
  - Dancing Pirate – Russell Lewis
  - Gold Diggers of 1937 – Busby Berkeley
  - One in a Million – Jack Haskell
  - Egymásnak születtünk (Swing Time) – Hermes Pan

1937 10. Oscar-gála
- A Damsel in Distress – Hermes Pan
  - Varsity Show – Busby Berkeley
  - Ready, Willing and Able – Bobby Connolly
  - Botrány az ügetőn[4]/Versenynap (A Day at the Races) – Dave Gould
  - Ali Baba Goes to Town – Sammy Lee
  - Waikiki Wedding – LeRoy Prinz